# Pluvier de Java
Anarhynchus javanicus
Espèce
Synonymes
Charadrius javanicus
Statut de conservation UICN

 LC  : Préoccupation mineure
Le Pluvier de Java (Anarhynchus javanicus, anciennement Charadrius javanicus) est une espèce de petits limicoles appartenant à la famille des Charadriidae.

## Description
Cet oiseau se distingue des autres espèces du genre Anarhynchus par une teinte cannelle de la nuque à la poitrine. 

## Répartition
Il est endémique en Indonésie : sud de Sumatra, Java, Bali et îles Kangean.

## Habitat
Il habite les zones sablonneuses des rives intertidales.
Il est menacé par la perte de son habitat.